# Le Flic de Hong Kong 3
Série
Le Flic de Hong Kong 2
(1985) Return of the Lucky Stars
(1989)
Pour plus de détails, voir Fiche technique et Distribution.
Le Flic de Hong Kong 3 (最佳福星, Zui jia fu xing) est une comédie d'action hongkongaise réalisée par Eric Tsang et sortie en 1986 à Hong Kong. Il s'agit d'une tentative de combiner les acteurs originaux composant les Lucky Stars avec le style de comédie d'action des Mad Mission (en).
C'est le quatrième volet de la série des Lucky Stars. La trilogie originale, Le Gagnant, Le Flic de Hong Kong et Le Flic de Hong Kong 2, était réalisée par Sammo Hung qui jouait également dedans. Elle mélange des apparitions de Jackie Chan et Yuen Biao avec de la comédie kung-fu. Dans Le Flic de Hong Kong 3, Eric Tsang réalise et Hung produit et ne joue qu'un rôle secondaire. Ceci, combiné à l'absence de Chan et de Yuen, signifie que le film contient beaucoup moins d'action. En outre, les autres membres du groupe d'origine des Lucky Stars jouent uniquement des rôles de caméo dans ce film. Sa suite, Return of the Lucky Stars, sort en 1989.
Elle totalise 23 109 809 HK$ de recettes au box-office.

## Synopsis
Kidstuff (Sammo Hung) est interrogé par le chef de la police Walter Tso (Cho Tat-wah) sur une affaire de trafic d'arme international entre deux gangs. L'un des gangs, les yakuzas japonais, est en possession de diamants volés, et l'autre est un groupe de terroristes avec un stock d'armes. En se rendant au poste de police, Kidtuff rencontre Quito (Sylvia Chang), une vieille amie de l'époque où ils étaient à l'orphelinat. Alors qu'ils se font la bise, des policiers qui passent les voient et décident de le dire à son mari, Albert (Karl Maka). Celui-ci refuse d'écouter Quito et tente de casser la figure à Kidstuff. Par la suite, quand ce-dernier et Quito décident de dîner ensemble, Albert se cache secrètement sous leur table.
Kidstuff va demander de l'aide à son ancien groupe des Lucky Stars (Eric Tsang, Richard Ng et Stanley Fung et le nouveau Michael Miu). Cependant, ils refusent de l'aider car ils se sont lancés dans une nouvelle série d'entreprises criminelles. Kidstuff est donc obligé de trouver de nouveaux alliés.
Il recrute d'abord Top Dog (Alan Tam), ainsi appelé en raison de son affinité avec les chiens (et de sa capacité à parler avec eux). Le second est Fat Cat (Kent Cheng), un flic paresseux, qui rejoint Kidstuff pour de l'argent. Le suivant est Lambo (Andy Lau), un expert en arts martiaux et homme à femmes, suivi de Long Legs (Anthony Chan (en)) et Libbogen (Billy Lau), une paire de policiers timides qui fuient face au danger. Pour compléter ce groupe improbable, Yum Yum (Maria Tung) est chargée de leur enseigner ses compétences en matière de légitime défense et de déguisement.

## Fiche technique
- Titre original : 最佳福星
- Titre français : Le Flic de Hong Kong 3
- Titre international : Lucky Stars Go Places
- Réalisation : Eric Tsang
- Scénario : Barry Wong
- Photographie : Cheung Shing-tung et Lam Lai-hing
- Montage : Peter Cheung
- Musique : Lam Manyee (en) et Sherman Chow
- Production : Sammo Hung
- Société de production : Paragon Films et Bo Ho Films
- Société de distribution : Golden Harvest
- Pays d'origine :  Hong Kong
- Langue originale : cantonais
- Format : couleur
- Genre : comédie d'action
- Durée : 95 minutes
- Dates de sortie :
  -  Hong Kong : 20 juin 1986
  -  Taïwan : 26 juillet 1986
  -  Corée du Sud : 24 septembre 1988
  -  France : 6 septembre 2011 (en DVD)

## Distribution
- Sammo Hung : Eric/Kidstuff/Fastbuck/Che-koo-choi
- Andy Lau : Lambo
- Alan Tam : Top Dog
- Kent Cheng : Fat Cat
- Anthony Chan (en) : Long Legs
- Billy Lau : Libbogen/Lib-Bogen
- Maria Tung : Yum Yum
- Sylvia Chang : Quito
- Tetsuya Matsui : Yukio Fushime, le parrain du crime japonais
- Alfred Cheung : le traducteur de Fushime
- Cho Tat-wah : Walter Tso, le chef de la police
- Stanley Fung : Rawhide
- Karl Maka : l'inspecteur en chef Albert/Baldy
- Richard Ng : Sandy
- Eric Tsang : Tête ronde/Lo Han
- Michael Miu : Pagoda/Ginseng
- Wong Ching : l'inspecteur Wong
- Teresa Ha : Ping
- Joao Antonio Gomes : Doyuta
- James Tien : le commandant de Lambo
- Anders Nelsson (en) : l'officier de police Raygun
- Wong Jing : Tiny
- Pauline Wong : la femme de Tiny
- Norman Chu : Sum
- Ken Boyle : Kissing Fish
- Bolo Yeung : un cinéaste
- Chiang Cheng : un cinéaste
- Steve Mak : un cinéaste
- Fung Hak-on : un homme de main de Fushime
- Liu Chia-yung : un policier
- Barry Wong : un policier
- Luk Ying-hong : un policier
- Fung King-man : un policier
- Billy Ching : un inspecteur
- Lee Chi-kit : un garde du corps
- Steven Hoh : le policier du restaurant
- King Lee : un garde du corps
- Yuen Miu : un homme de main de Yukio
- Chu Tau : un homme de main de Yukio
- Chow Kam-kong
- Hsiao Ho (en) : un policier
- Danny Poon
- Wong Ying-kit : le policier de la cafétéria
- Lau Leung-fat : le propriétaire du fast-food
- Lo Kin : le voyou du fast-food